# ماده خورنده
ماده خورنده ماده‌ای است که می‌تواند مواد دیگر را در هنگام تماس و یا واکنش تخریب کند یا به آن‌ها آسیب برساند. ماده خورنده می‌تواند به انواع گوناگونی از مواد شامل فلزات و ترکیبات آلی حمله کند اما عموما از بابت تأثیرات بیولوژیکی این موارد بر  بافت‌های زنده نگرانی هایی وجود دارد؛ چرا که این مواد می‌توانند در محل تماس سبب سوختگی شیمیایی شوند.

نمایی از تابلوی هشداردهندهٔ مواد خورنده

## رایج‌ترین مواد خورنده
رایج‌ترین مواد خورنده شامل دسته‌های زیر است:
- اسیدها
- اسید قوی مانند سولفوریک اسید، نیتریک اسید و هیدروکلریک اسید
- بعضی از اسیدهای ضعیف در غلظت‌های بالا مانند اسید فرمیک و استیک اسید
- اسید لوئیس قوی مانند آلومینیم کلرید و تری‌فلورید بور بدون آب
- اسید لوئیس در واکنش‌های خاص مانند محلول‌های کلرید روی
- بازها
- قلیاها مانند سدیم هیدروکسید، پتاسیم هیدروکسید و کلسیم هیدروکسید
- فلزهای قلیایی
- بازهای بسیار قوی (سوپر بازها) مانند آلکوکسید